# Maksim Liksutov

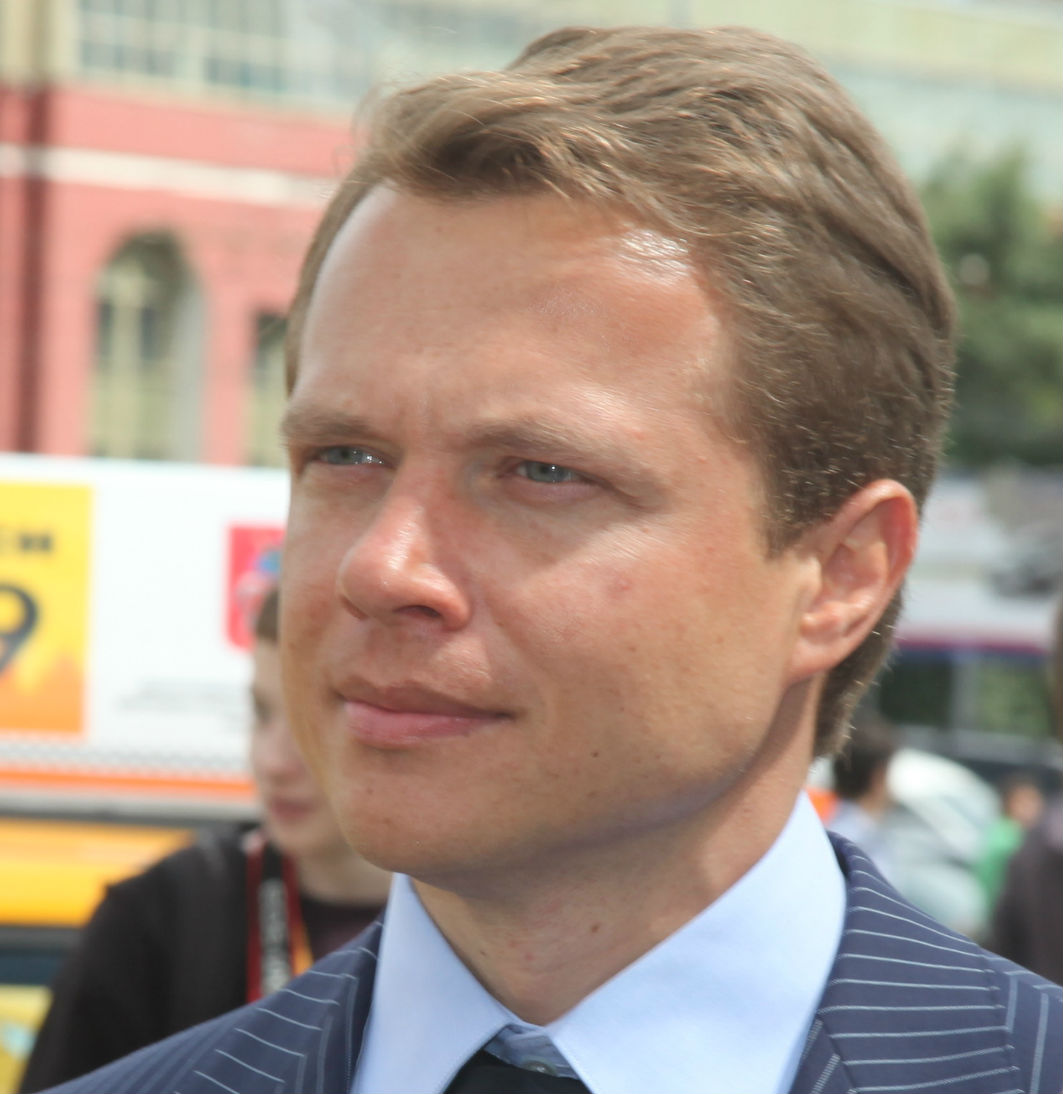
Maksim Liksutov

Maksim Stanislavovich Liksutov (en ruso: Максим Станиславович Ликсутов; 19 de junio de 1976 en Loksa, Estonia) es un político ruso y un vicealcalde de Moscú en el Gobierno de Moscú. Jefe del Departamento de Transporte y Desarrollo de la infraestructura de transporte por carretera.
En el ranking de los hombres de negocios rusos más ricos por la revista Forbes en 2013, Vicealcalde de Moscú Liksutov tomó 157 º lugar con un capital de US $ 650 millones.